# Cuenca de Pamplona

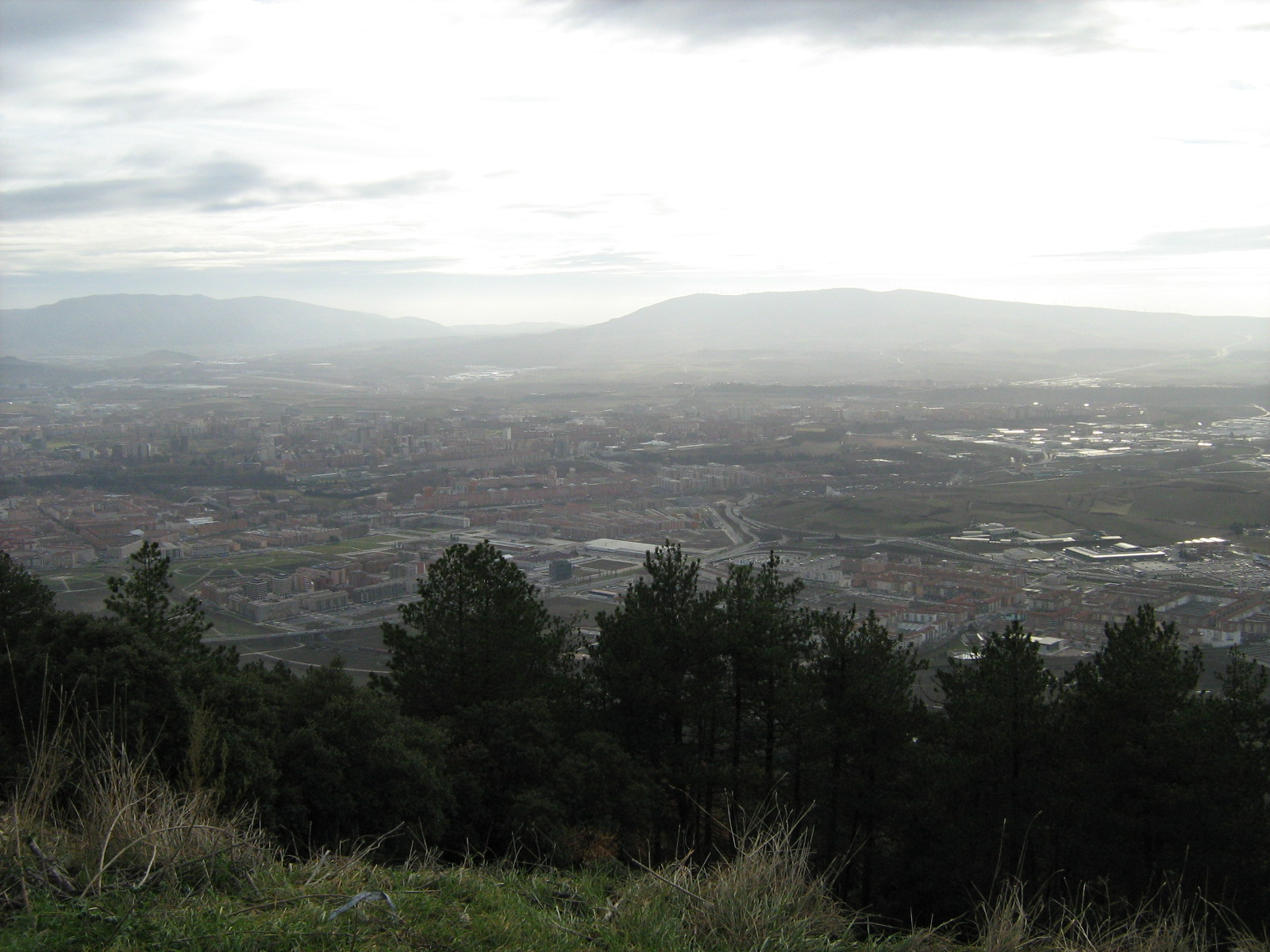
Vista da Cuenca de Pamplona desde o Monte Ezcaba (ou de São Cristóvão)

A Cuenca de Pamplona (tradução: Bacia de Pamplona; em basco: Iruñerri) é uma comarca da comunidade foral (autónoma) de Navarra. É uma entidade sem carácter administrativo, delimitada segundo critérios físicos, que engloba a capital da comunidade, Pamplona, e a sua área metropolitana. Segundo a Zonificación Navarra 2000 é uma subzona constituída por 28 municípios com 587,29 km² que em 2010 tinha 338 902 habitantes. Juntamente com a comarca de Puente la Reina forma a Zona de Pamplona.

## Geografia
A Cuenca de Pamplona situa-se na parte central de Navarra e é composta por 28 municípios, 22 da Merindade de Pamplona, 4 da Merindade de Sangüesa (Aranguren, Burlada, Egüés, Huarte, Noáin e Tiebas-Muruarte de Reta) e um à Merindade de Estella (Goñi). Ocupa uma área de 587,29 km² e confina a norte com as comarcas de La Barranca, Ultzamaldea e Auñamendi; a leste com Aoiz; a sul com as de Tafalla e Puente la Reina; a oeste com com Estella Oriental.
| Comarcas limítrofes da Cuenca de Pamplona |  |      |
| La Barranca, Ultzamaldea, Auñamendi       |  |      |
| Estella Oriental                          |  | Aoiz |
| Tafalla e Puente la Reina                 |  |      |

### Relevo e hidrologia
A Cuenca de Pamplona é uma ampla bacia sedimentar (vale) de forma ovalada formada pelo rio Arga e vários dos seus afluentes, dos quais se destacam o
Ulzama, o Elorz e o Araquil, que desembocam no Arga em diferentes pontos da comarca.
A área está rodeada de várias serras e montes, como a Serra do Perdão, a Serra de Tajonar e o Monte Ezcaba (ou de São Cristóvão). No centro da comarca há um pequeno planalto (meseta em castelhano) sobre o qual se encontra a cidade de Pamplona, à exceção de alguns dos seus bairros de Echavacóiz, São Jorge, Buztintxuri, Rochapea, Chantrea e Mendillorri. Esse planalto é rodeado pelos rios Sadar a sul e pelo Arga a norte e oeste. Desde a criação da cidade que essa situação geográfica foi aproveitada com fins defensivos. Sobre o mesmo planalto encontra-se também o município de Barañain.

## Demografia e ordenação urbanística

### Áreas da Cuenca de Pamplona
No que concerne à população, podem distinguir-se dois espaços humanos bem diferenciados: a área urbana de Pamplona, composta pelos municípios de Pamplona, Burlada, Villava, Huarte, Barañain, Berriozar e Ansoáin, densamente povoada e compacta; e a perfiferia rural que circunda a anterior. A colonização da perfiferia foi levada a cabo mediante a criação de localidades-satélite residenciais ou industriais, segundo um modelo que alguns designam de "mancha de óleo".
Núcleo metropolitano
Constitui a parte central da comarca, densamente urbanizada e povoada. Faz parte da área metropolitana de Pamplona, a qual é cnstituída pelos municípios de Pamplona, Berriozar, Villava, Huarte, Burlada, Barañain, Ansoáin, Orcoyen, Olza, Zizur Mayor, Cendea de Cizur, Galar, Beriáin, Noáin (ou Valle de Elorz), Aranguren e Egüés.
Periferia
É composto por um conjunto de vales cendeas (conjunto de concejos, pequenas localidades ou freguesias) que rodeiam o núcleo metropolitano a norte, noroeste e oeste, dando à comarca uma forma assimétrica notoriamente expandida em direção a noroeste. É constituída pelos municípios de Ollo, Iza, Juslapeña, Tiebas-Muruarte de Reta, Echauri, Ciriza, Vidaurreta, Echarri e Belascoáin. Nenhum desses municípios faz parte da área metropolitana. São núcleos puramente rurais, não obstante muitos deles terem pequenas urbanizações e casas que são usadas como segunda habitação de moradores do centro.

### Municípios
Segundo a Zonificación Navarra 2000 a Cuenca de Pamplona é constituída por 28 municípios, cujos dados de população, área e densidade do Instituto Nacional de Estatística de Espanha relativos a 2021 se listam a seguir.
| \| Município \| População \| Área (km²) \| Densidade (hab./km²) \| \| ------------------------- \| --------- \| ---------- \| -------------------- \| \| Ansoáin \| 10 732 \| 1,93 \| 5 560,6 \| \| Aranguren \| 11 726 \| 40,60 \| 288,8 \| \| Barañain \| 19 853 \| 1,39 \| 14 282,7 \| \| Belascoáin \| 117 \| 6,08 \| 19,2 \| \| Beriáin \| 4 132 \| 5,43 \| 761 \| \| Berrioplano \| 7 468 \| 26,03 \| 286,9 \| \| Berriozar \| 10 723 \| 2,71 \| 3 956,8 \| \| Burlada \| 19 723 \| 2,12 \| 9 303,3 \| \| Cendea de Cizur \| 3 890 \| 52,50 \| 74,1 \| \| Cendea de Galar \| 2 274 \| 41,27 \| 55,1 \| \| Cendea de Iza \| 1 293 \| 51,49 \| 25,1 \| \| Cendea de Olza \| 1 868 \| 41,25 \| 45,3 \| \| Ciriza \| 163 \| 4,36 \| 37,4 \| \| Echarri \| 78 \| 2,29 \| 34,1 \| \| Echauri \| 645 \| 14,10 \| 45,7 \| \| Egüés \| 21 556 \| 53,28 \| 404,6 \| \| Goñi \| 165 \| 42,30 \| 3,9 \| \| Huarte \| 7 286 \| 3,84 \| 1 897,4 \| \| Juslapeña \| 585 \| 31,51 \| 18,6 \| \| Noáin (ou Valle de Elorz) \| 8 354 \| 48,07 \| 173,8 \| \| Ollo \| 413 \| 37,22 \| 11,1 \| \| Orcoyen \| 4 160 \| 5,64 \| 737,6 \| \| Pamplona \| 203 081 \| 25,24 \| 8 046 \| \| Tiebas-Muruarte de Reta \| 646 \| 21,35 \| 30,3 \| \| Vidaurreta \| 165 \| 5,14 \| 32,1 \| \| Villava \| 10 131 \| 1,06 \| 9 557,5 \| \| Zabalza \| 303 \| 14,04 \| 21,6 \| \| Zizur Mayor \| 15 198 \| 5,05 \| 3 009,5 \| |           | Pamplona Ansoáin Barañáin Burlada Villava Huarte Berriozar Berrioplano Zizur Mayor Cizur Olza Noáin Egüés Juslapeña Goñi Echauri Echarri Orcoyen Galar Ciriza Aranguren Ollo Tiebas-Muruarte de Reta Beriáin Iza Vidaurreta Zabalza BelascoáinMapa da Cuenca de Pamplona e dos seus municípios |                      |
| Município | População | Área (km²) | Densidade (hab./km²) |
| Ansoáin | 10 732    | 1,93 | 5 560,6              |
| Aranguren | 11 726    | 40,60 | 288,8                |
| Barañain | 19 853    | 1,39 | 14 282,7             |
| Belascoáin | 117       | 6,08 | 19,2                 |
| Beriáin | 4 132     | 5,43 | 761                  |
| Berrioplano | 7 468     | 26,03 | 286,9                |
| Berriozar | 10 723    | 2,71 | 3 956,8              |
| Burlada | 19 723    | 2,12 | 9 303,3              |
| Cendea de Cizur | 3 890     | 52,50 | 74,1                 |
| Cendea de Galar | 2 274     | 41,27 | 55,1                 |
| Cendea de Iza | 1 293     | 51,49 | 25,1                 |
| Cendea de Olza | 1 868     | 41,25 | 45,3                 |
| Ciriza | 163       | 4,36 | 37,4                 |
| Echarri | 78        | 2,29 | 34,1                 |
| Echauri | 645       | 14,10 | 45,7                 |
| Egüés | 21 556    | 53,28 | 404,6                |
| Goñi | 165       | 42,30 | 3,9                  |
| Huarte | 7 286     | 3,84 | 1 897,4              |
| Juslapeña | 585       | 31,51 | 18,6                 |
| Noáin (ou Valle de Elorz) | 8 354     | 48,07 | 173,8                |
| Ollo | 413       | 37,22 | 11,1                 |
| Orcoyen | 4 160     | 5,64 | 737,6                |
| Pamplona | 203 081   | 25,24 | 8 046                |
| Tiebas-Muruarte de Reta | 646       | 21,35 | 30,3                 |
| Vidaurreta | 165       | 5,14 | 32,1                 |
| Villava | 10 131    | 1,06 | 9 557,5              |
| Zabalza | 303       | 14,04 | 21,6                 |
| Zizur Mayor | 15 198    | 5,05 | 3 009,5              |

## Administração
A Mancomunidade da Comarca de Pamplona, um organismo supra-municipal participado pelos municípios da comarca, tem a seu cargo a gestão da água (abastecimento e tratamento de águas residuais), recolha e tratamenro de lixo e o serviço de Transporte Urbano Comarcal (TUC). Esse organismo é integrado por muitos municípios que não pertencem à Cuenca de Pamplona do ponto de vista da Geografia Física (Monreal, Esteribar, Ultzama e outros), mas que se relacionam intensamente com a comarca por causa das deslocações diárias pendulares de pessoas e de dependências acentuadas de serviços.